# Cappella di Sant'Andrea (Bolzano)
L'ex cappella di Sant'Andrea (in tedesco St.-Andreas-Kapelle) era uno degli edifici ecclesiastici più antichi di Bolzano (Alto Adige). Si trovava in piazza del Grano (Kornplatz) e faceva parte della dimora cittadina del vescovo di Trento, costruita nel XII secolo e demolita nel XIII secolo.
La cappella dedicata a Sant'Andrea Apostolo fu menzionata per la prima volta in un documento del 1189 e fu l'unica istituzione ecclesiastica nella zona dei Portici (Lauben) di Bolzano, il nucleo del borgo ivi fondato nell'Alto Medioevo. Come parte della fortificazione episcopale, è da considerarsi la cappella privata dei vescovi di Trento, i cui cappellani sono nominati con Bertold Köhl nel 1438 («Perichtoldt Köel, gewaltiger capplan der cappellen zu sand Andre zu Boczen»). La cappella si trovava direttamente sull'antico fossato della città, che è stato riempito nel XIII secolo e forma l'attuale via Argentieri (Silbergasse). Grazie a numerose donazioni nell'area cittadina, il beneficio associato alla cappella aveva anche un proprio archivio, registrato dal notaio bolzanino Friedrich Schlegel all'inizio del XVI secolo.
La cappella, che nel 1759 appare ancora quale «S. Andree-Kürchen», fu abbandonata e secolarizzata nel 1786 con il Giuseppinismo, e parzialmente demolita e integrata nell'edificio successivo. La nota locanda Gasthaus zum Schlutzigen Luis (Unterhofer) è stata gestita nell'edificio fino agli anni Sessanta. Oggi l'edificio ospita diversi negozi e appartamenti, nonché la sede della cooperativa di Tagesmutter.